# Barcin
Barcin [ˈbarʨin] (deutsch Bartschin) ist eine Stadt in Polen in der Woiwodschaft Kujawien-Pommern. Sie ist Sitz der gleichnamigen Stadt-und-Land-Gemeinde mit etwa 14.900 Einwohnern.

## Geographische Lage
Die Stadt Barcin liegt am rechten Ufer der Netze, etwa 40 Kilometer südlich der Stadt Bydgoszcz (Bromberg).

## Geschichte

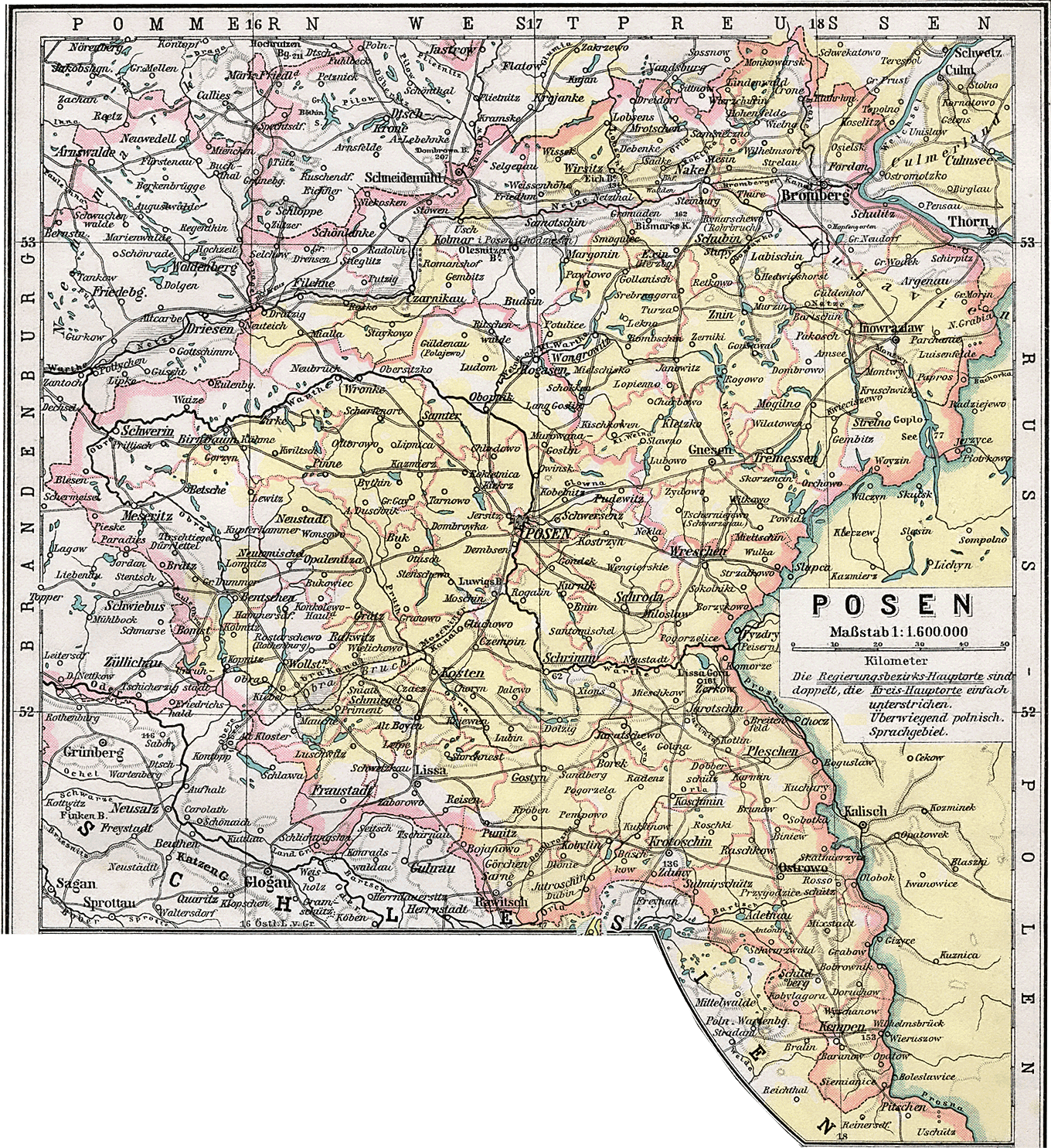
Bartschin an der Netze südlich der Stadt Bromberg auf einer Landkarte der Provinz Posen von 1905 (gelb markierte Flächen kennzeichnen Gebiete mit seinerzeit mehrheitlich polnischsprachiger Bevölkerung)

Um 1325 wurde auf einem Hügel eine Kirche errichtet, dort wurde 1390 erstmals der Ort urkundlich erwähnt. Das Marktrecht erhielt Barcin 1472. 1541 wurde der Ort vom rechten auf das linke Ufer des Flusses Netze verlegt, am 12. Juni des Jahres erhielt der Ort das Stadtrecht nach deutschem Recht.
Im Rahmen der Ersten Teilung Polens 1772 kam die Stadt an Preußen. Während des polnischen Aufstandes unter Tadeusz Kościuszko kam es am 28. September 1794 bei Barcin zu einem Gefecht zwischen preußischen Truppen und polnischen Aufständischen, die von General Lipski angeführt wurden. Während der Franzosenzeit war der Ort von 1807 bis 1815 vorübergehend polnisch und gehörte zum Herzogtum Warschau.
1815 wurde Barcin der preußischen Provinz Großherzogtum Posen angegliedert. Die Zugehörigkeit der Stadt zu Preußen wurde auf dem Wiener Kongress  bestätigt. Die Stadt gehörte zum Kreis Schubin im Regierungsbezirk Bromberg und war Sitz des Distriktskommissars für den gleichnamigen Polizeidistrikt. 1852 wütete die Cholera im Ort. 1880 wurde das erste Mal erwähnt, dass der Ort über eine Poststation verfügt. Zwölf Jahre später wurde Barcin an das Schienennetz angeschlossen und hatte jetzt eine Zugverbindung mit Żnin und Inowrocław, 1912 wurde die Linie Barcin-Mogilno eröffnet.
Nach dem Ersten Weltkrieg musste Bartschin aufgrund der Bestimmungen des Versailler Vertrag an die Zweite Polnische Republik abgegeben werden.
Beim deutschen Überfall auf Polen erreichte die Wehrmacht am 7. September 1939 den Ort, 13 Tage später gab es die ersten Hinrichtungen vor der heutigen Grundschule. Von 1939 bis 1945 gehörte Barcin völkerrechtswidrig zum deutschen Kreis Schubin, der zuletzt die Bezeichnung Altburgund trug. Barcin wurde zunächst in Bartelstein a.d. Netze eingedeutscht. Da dieser Name aber postalisch laufend mit Bartenstein in Ostpreußen verwechselt wurde, erhielt die Stadt ab 1943 die Bezeichnung Bartelstädt.
Kurz vor dem Ende des Zweiten Weltkriegs erreichte am 21. Januar 1945 die Rote Armee Barcin. Soweit noch Deutsche in der Stadt waren, wurden sie in der darauf folgenden Zeit von der örtlichen polnischen Verwaltungsbehörde vertrieben.

## Einwohnerzahlen
- 1783: 397, davon 71 Juden, die Übrigen je zur Hälfte evangelische Deutsche und Polen[2]
- 1816: 378, darunter 172 Evangelische, 162 Katholiken und 40 Juden[3]
- 1837: 586[3]
- 1843: 710[3]
- 1858: 796[3]
- 1861: 854[3]
- 1885: 1009[4]

## Gemeinde
Die Stadt-und-Land-Gemeinde (gmina miejsko-wiejska) Barcin besteht aus der Stadt und 14 Dörfern mit Schulzenämtern.

## Verkehr
Die Stadt hatte einen Bahnhof an der Bahnstrecke Inowrocław–Drawski Młyn, in Barcin zweigte die Bahnstrecke Mogilno–Barcin ab.

## Persönlichkeiten
- Margot Kalinke (1909–1981), deutsche Politikerin DP, CDU, MdB, MdL (Niedersachsen)
- Hellmut Sichtermann (1915–2002), deutscher Archäologe
- Jakub Wojciechowski (1884–1958), polnischer Verfasser einer Selbstbiografie; gestorben in Barcin.